# Shanghai Lil
Pour les articles homonymes, voir Shanghai (homonymie) et Lil.
Clip vidéo
[vidéo] « Rudy Vallee - Shanghai Lil », sur YouTube
[vidéo] « Dick Mine (jazz japonais) - Shanghai Lil », sur YouTube
[vidéo] « Shanghai Lil - Warner Archive », sur YouTube
[vidéo] « Shanghai Lil (part 2)  - Warner Archive », sur YouTube
Shanghai Lil est un standard de jazz américain, enregistré en single et pour la musique du film Prologues de la Warner Bros. Pictures de 1933,. 

## Historique
Al Dubin et Harry Warren composent et écrivent cette chanson d'amour autant joyeuse que nostalgique, de style comédie musicale, pour la musique thème du film musical Prologues  (Footlight Parade, Parade des feux de la rampe, en anglais) de la Warner Bros., avec une chorégraphie de Busby Berkeley, au moment des débuts du cinéma sonore d'Hollywood, et à l'époque de l'âge d'or de l'ère du jazz et des big band américains. 
Cette chanson du film raconte l'histoire d'un marin de la marine américaine (James Cagney) qui recherche désespérément son amour perdu, surnommée Shanghai Lil (Ruby Keeler) à l'« International Bar » de Shanghai, un cabaret fumerie d'opium des années 1930 « Des brises douces venant de la mer, des fleurs dans les cerisiers, tout est si familier, mais où, oh, où est-elle ? J'ai regardé haut et j'ai regardé bas, à la recherche de ma petite Shanghai Lil, j'ai appris à l'aimer, le petit diable n'était qu'un papillon, mais vous découvrirez quelque chose au niveau de ses yeux qui brillent, oh, j'ai essayé de l'oublier, mais à quoi bon, je ne le ferai jamais, je regarderai haut et je regarderai bas, jusqu'à ce que je trouve ma Shanghai Lil... »,,. Le personnage Shanghai Lil est inspiré du succès de celui de Shanghai Lily, joué par Marlene Dietrich dans la film Shanghaï Express de Paramount Pictures de l'année précédente (Oscars du cinéma 1932).

## Reprises et adaptations
Ce grand succès des années 1930 est repris entre autres par Rudy Vallée, Leon Belasco, Paul Whiteman, Al Bowlly, ou encore par le crooner japonais Dick Mine (en version jazz japonais) et leurs orchestres...

## Au cinéma
- 1933 : Prologues (Footlight Parade, Parade des feux de la rampe) de Lloyd Bacon, avec une chorégraphie de Busby Berkeley, jouée et interprétée par James Cagney et Ruby Keeler.